# Colin Rowe
Colin Rowe (* 27. März 1920 in Yorkshire; † 5. November 1999 in Arlington County) war britischer Architekt, Autor und Hochschullehrer. In der zweiten Hälfte des 20. Jahrhunderts hatte er einen großen theoretischen und kritischen Einfluss auf die Weltarchitektur und den Städtebau.

## Leben
Colin Rowe wurde zwar im Vereinigten Königreich geboren, verbrachte die meiste Zeit seines Lebens aber in den Vereinigten Staaten von Amerika. Er studierte an der Liverpool School Architektur, am Londoner Warburg Institute Kunstgeschichte. Daraufhin lehrte er an verschiedenen Fakultäten, so in Austin und von 1962 bis 1990 an der Cornell University.
1995 wurde er als zweiter Gelehrter im 20. Jahrhundert mit der Goldmedaille des Royal Institute of British Architects (RIBA) ausgezeichnet.

## Werke
- C. Rowe, R. Slutzky: Transparenz. Birkhäuser Verlag, 1997, ISBN 3-7643-5614-6.
- R. Krier, C. Rowe: Urban Space. Rizzoli, 1979, ISBN 0-8478-0236-1.
- A. J. Plattus, C. Rowe, F. Koetter: Koetter Kim & Associates: Place Time. Rizzoli, 1997, ISBN 0-8478-2050-5.
- C. Rowe, Leon Satkowski: Italian Architecture of the 16th Century. Princeton Architectural Press, 2002, ISBN 1-56898-331-X.
- C. Rowe, F. Koetter: Collage City. MIT Press, 1984, ISBN 0-262-68042-4.
- C. Rowe: The Mathematics of the Ideal Villa, and other Essays. MIT Press, 1977, ISBN 0-262-18077-4.
- C. Rowe: Architecture of Good Intentions. Academy Editions, 1995, ISBN 1-85490-200-8.
- C. Rowe, Bernhard Hoesli, Robert Slutzky: Transparency. Birkhäuser Verlag, 1997, ISBN 3-7643-5615-4.
- C. Rowe, F. Koetter: Collage City. Birkhäuser Verlag, 1997, ISBN 3-7643-5608-1.
- C. Rowe: Die Mathematik der idealen Villa und andere Essays. Birkhäuser Verlag, 1998, ISBN 3-7643-5634-0.